# Association américaine pour l'avancement des sciences
L'Association américaine pour l'avancement des sciences (en anglais American Association for the Advancement of Science, ou AAAS) est une organisation à but non lucratif qui a pour objectif déclaré de promouvoir la coopération entre scientifiques, de défendre la liberté scientifique, d’encourager la responsabilité scientifique et de soutenir la formation scientifique et le rayonnement scientifique au service de l’humanité tout entière. Elle a été fondée en 1848 aux États-Unis. Elle est l'une des plus anciennes fédérations d'organisations scientifiques, et peut-être la plus grande avec plus de deux cent soixante-quinze organismes affiliés et dix millions de personnes concernées[réf. souhaitée]. Elle est notamment éditrice de la célèbre revue scientifique Science.

## Présidents
Son président change chaque année.
- 1960 : Chauncey Leake
- depuis 2019 : Steven Chu

## Histoire
L'American Association for the Advancement of Science a été créée le 20 septembre 1848 à l'Académie des sciences naturelles de Philadelphie, en Pennsylvanie. L'association est née d'une réforme de l'Association des géologues et naturalistes américains. Les membres choisirent alors William Charles Redfield comme premier président car il avait proposé les plans les plus complets pour l’organisation. Selon les premiers statuts, l'objectif de la société était de promouvoir le dialogue scientifique afin de permettre une plus grande collaboration scientifique. Il n'y avait que 78 membres au moment de la création de l'AAAS.